# استيفاء عرض النظريات
إن استيفاء عرض النظريات هو موقف في فلسفة العلوم يحدد النظرية العلمية بمجموعة من القضايا التي تعتبر أشياء لغوية، مثل المسلمات. يصف فريدريك سوب الموقف بقوله إنه يحدد النظريات العلمية بـ"حسابات بديهية حيث يتم إعطاء المصطلحات النظرية تفسيرًا جزئيًا للملاحظة من خلال قواعد التماثل". يرتبط الموقف عمومًا بالتجريبيين المنطقيين.
في الآونة الأخيرة، استبدل الموقف بالعرض الدلالي للنظريات باعتباره الموقف المهيمن في صياغة النظرية في فلسفة العلم.